# 卡内基·梅隆大学
卡内基·梅隆大学（英語：Carnegie Mellon University，缩写为CMU）是一所位於美國賓夕法尼亞州匹茲堡的研究型私立大學，由卡內基理工學院和梅隆工业研究所于1967年合并而成，是美国大学协会和大学运动联盟成员。
大學主校園面積為0.57平方公里，距離匹茲堡市中心約5公里。校園附近有匹茲堡卡內基博物館、匹茲堡卡內基圖書館主館、卡內基音樂廳、申利公園、菲普斯溫室及植物園、匹茲堡高爾夫俱樂部以及匹茲堡大學主校園。
卡內基梅隆大學共有七所學院：卡内基工学院、藝術學院、迪特里希人文及社會科學學院、梅隆理學院、泰珀商學院、海因茨信息系统和公共政策學院、以及计算机科學學院。学校在匹兹堡，硅谷，卡塔尔和卢旺达设有校区，并在全世界六大洲开设学位项目。
在2018年泰晤士高等教育世界大学排行榜中，卡内基梅隆大学排名世界第20位，在同一机构的学科排名中，学校的计算机科学排名世界第六位，工程和技术排名第十二位，商学和经济学排名第十五位。在USNews发布的排行榜中，学校排名全美第25位，其中计算机科学排名全美第一位。学校拥有世界顶尖的机器人学和戏剧学项目，以及全世界建立最早的计算机学院之一。
卡内基梅隆大學拥有来自全世界114个国家的14,799名學生，超过5,000名教职人员和超过100,000名的校友。截止2019年3月，学校的教员和校友中共有20人获得诺贝尔奖，13人获得图灵奖，22人获评美国艺术与科学院院士，19人进入美国科学促进会，72人入选美国国家学院，7人获得奥斯卡金像奖，44人获得托尼奖，114人获得艾美奖。
卡内基梅隆大學共有17個體育代表隊，它是NCAA中的大學運動聯盟成員學校之一。

## 歷史

### 卡内基理工学院

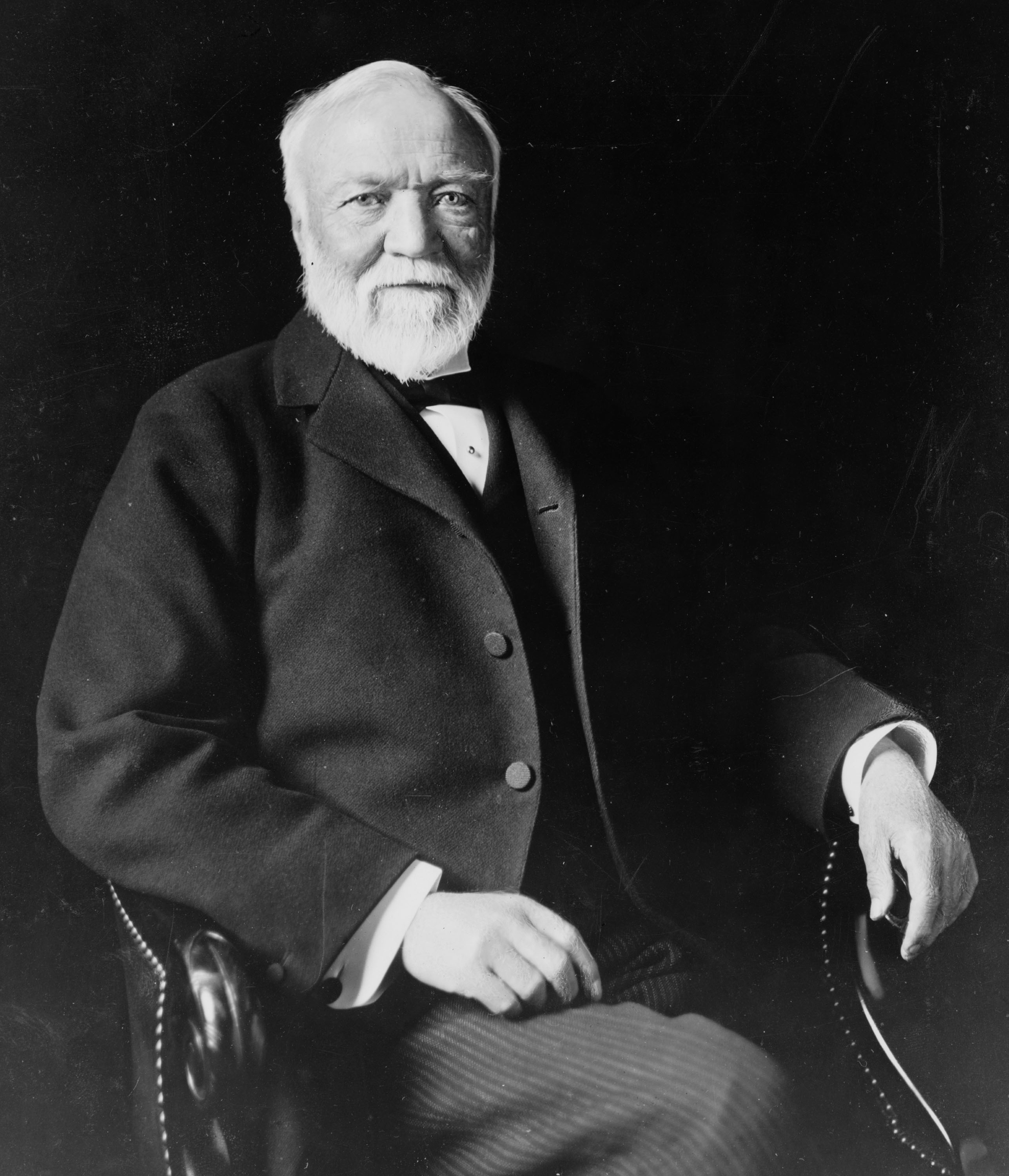
安德魯·卡內基

美國內戰以後，不少工業家都積累了巨大的財富，並且希望獻出這筆財富，在自己的名下創立教育機構，包括華盛頓·杜克的杜克大學、埃茲拉·康乃爾的康乃爾大學、約翰·霍普金斯的霍普金斯大學、利蘭·史丹福的史丹福大學、約翰·戴維森·洛克菲勒的芝加哥大學和洛克菲勒大学以及康內留斯·范德比爾特的范德堡大學等。卡內基梅·隆大學也因此而成立。
1900年，蘇格蘭裔的美國工業家、慈善家安德魯·卡內基在匹茲堡創辦了卡內基技術學校（Carnegie Technical Schools），並寫下了学校沿用至今的校訓「我心尽在此作」。卡內基希望學校能夠為匹茲堡工人階級家庭的子女提供職業培訓，而這些工人往往都在他的鋼鐵廠工作。
卡內基受到了紐約布魯克林工業家查爾斯·普瑞特的啟發，因此辦校的許多方面都參照了普瑞特藝術學院。亨利·霍恩博斯特爾以他的布雜建築風格在1904年贏得了校園建築的設計權，之後又成立了卡內基梅隆建築學院。
1912年，學校更名為卡內基理工學院（Carnegie Institute of Technology），並開始授予四年文憑，由四所學院組成：美術與應用藝術學院、學徒及職工學院、科技學院以及瑪格麗特·莫里森·卡內基女子學院。

### 梅隆工业研究所

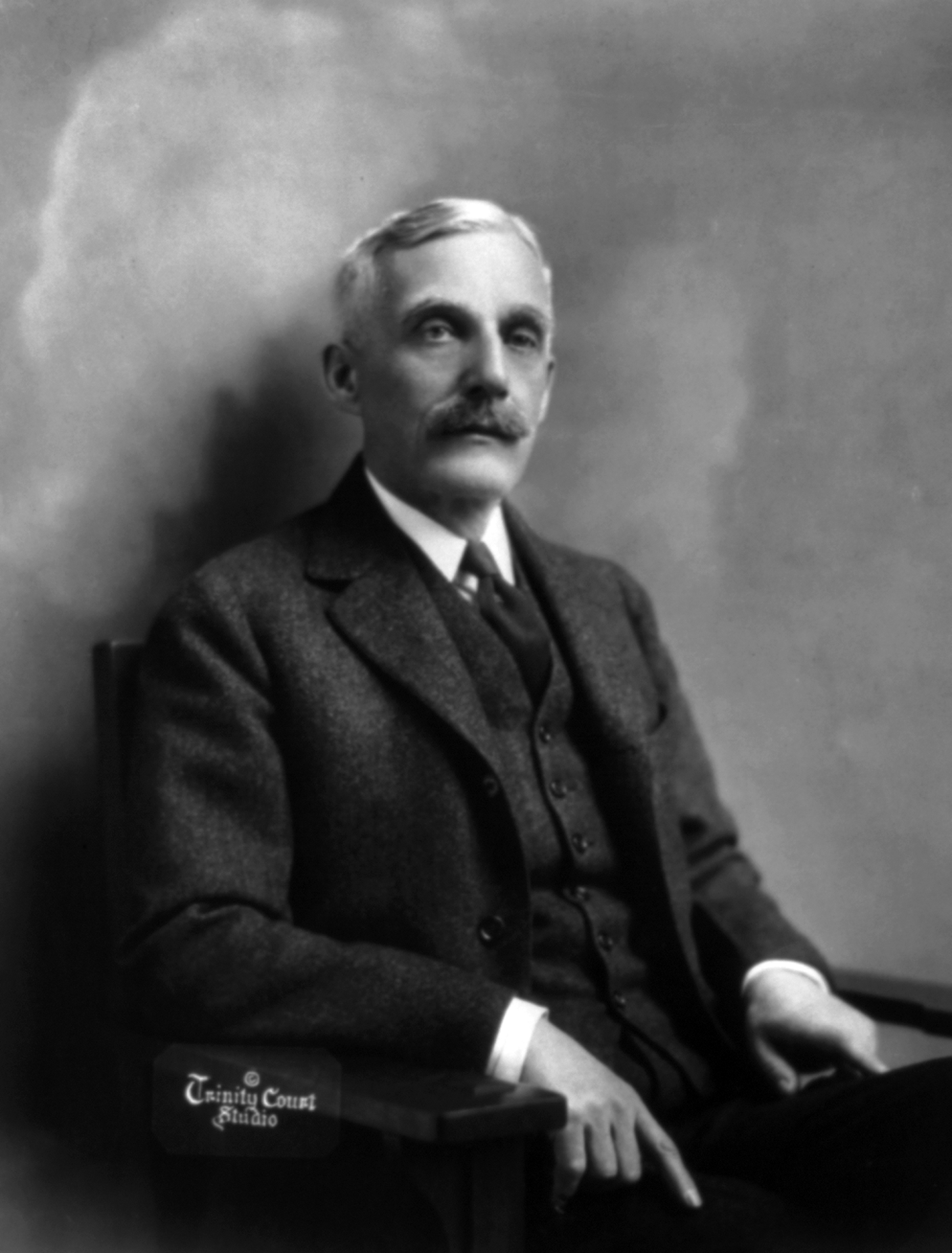
安德魯·W·梅隆

银行家和工业家安德魯·W·梅隆和理查德·B·梅隆兄弟二人為了紀念父親托馬斯·梅隆，於1913年建立了梅隆工业研究所。學院成立之初，是為政府及工業承包研究項目的研究機構，並且是匹茲堡大學的一個学院。1927年，梅隆研究學院成為了一個獨立的非營利機構。1938年，研究院大樓落成，研究院搬迁至匹兹堡第五大道。
1965年，在保羅·梅隆的協助下，卡內基理工學院與梅隆工業研究學院合併，成為卡內基·梅隆大學。
合併之後，梅隆研究學院繼續承包工業研究工作。研究學院於2001年關閉，其課程與項目都併入大學的其他部門，或成為獨立機構。

### 卡内基·梅隆大学
原卡内基理工学院屬下的瑪格麗特·莫里森·卡內基女子學院亦在1973年關閉，其所有學術課程都併入了別的學院當中。

1970年代至1980年代，在校長理查德·賽爾特（Richard Cyert）的1972至1990年任期之內，大學飛速發展。1970年代初，研究經費為每年1千2百萬美元；到了1980年代末，它已超過1.1億美元。研究人員在機器人學和軟件工程這些新領域上頗有成就，為大學贏得了科技創新的聲譽。1980年代中期的「安德魯計劃」把校園中的所有電腦和工作站都連接起來，這使卡內基梅隆大學成為教育和研究科技上的領導者之一。1984年4月24日，大學的cmu.edu域名成為了歷史上最早的六個.edu域名之一。

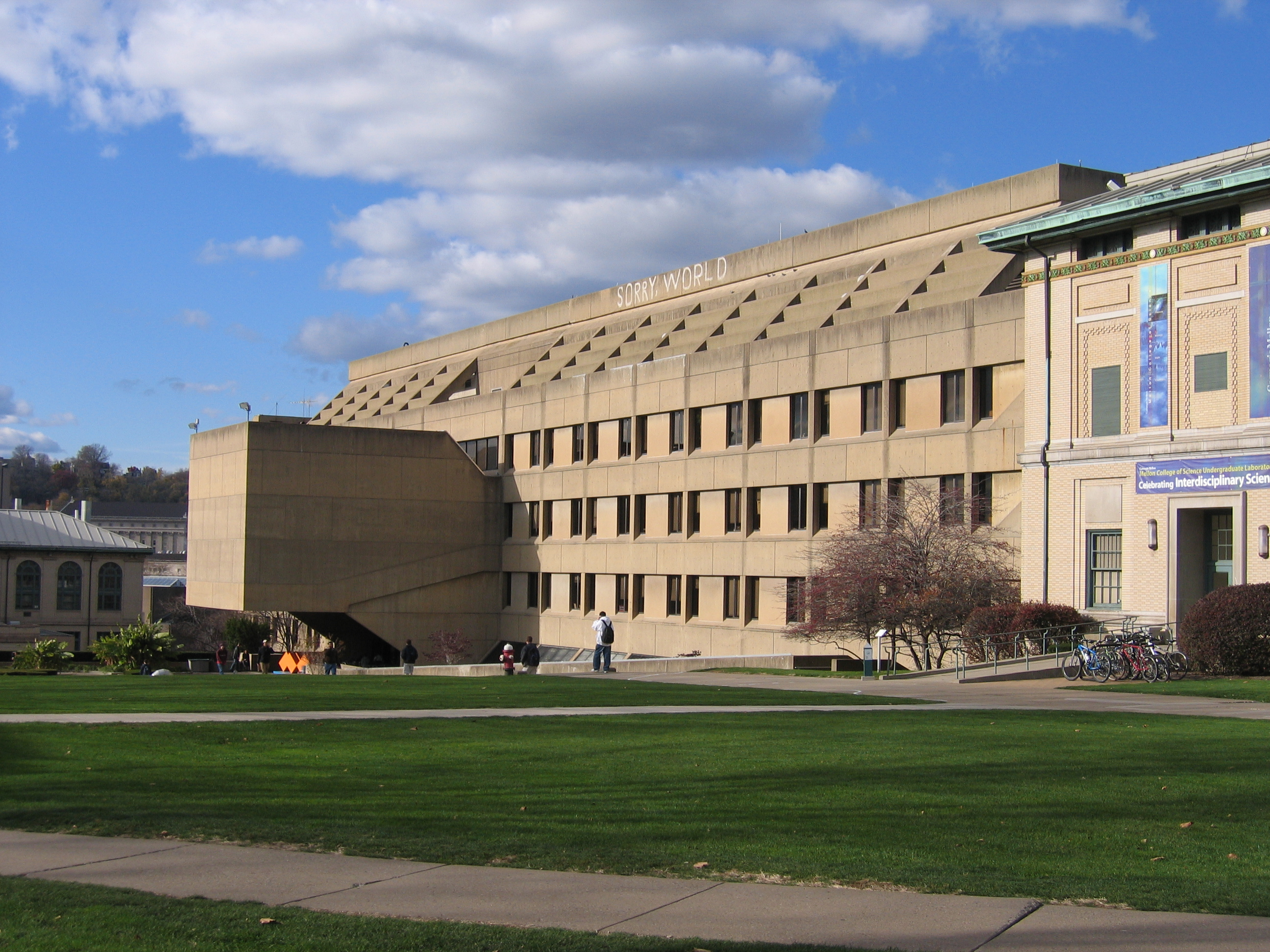
韋恩樓，世界上首個接連互聯網的自動販賣機。

1990年代至2000年代，卡內基·梅隆大學奠定了其在美國大學之中的地位。它在《美國新聞與世界報導》的全國大學排名持續位於前25名以內，而在全球大學排名上也在前60名以內（2013年排名第55位）。卡內基梅隆在研究和教育上運用跨領域的方法，並在單個部門和學院的範圍以外，建立各種課程和教育研究中心。因此大學在計算金融學、信息系統及管理、藝術管理、產品設計、行為經濟學、人機交互、娛樂技術和決策科學等領域上，都處於領先的地位。這一時期內，大學落成了一座新的大學中心（柯漢大學中心，Cohon University Center）、戲劇大樓（珀內爾中心，Purnell Center for the Arts）、商學院大樓（泰珀商学院，Tepper School of Business）、學生會以及多個宿舍樓。貝克樓（Baker Hall）在2000年代初翻新，接著在多爾蒂樓（Doherty Hall）中也建成了新的化學實驗室。同時，多座電腦科學大樓，如紐維爾·西蒙樓（Newell Simon Hall），也經過了大的發展。最新建成的大樓之一，是用於電腦科學的蓋茨·希爾曼大樓（Gates Hillman Complex）。
1997年4月15日，耶魯林業與環境研究學院的前院長賈里德·柯漢（Jared L. Cohon）經卡內基梅隆大學理事會推舉成為校長。他在任期內注重提高大學在生物技術、信息安全技術、環境科學、美術、人文學科以及商業與公共政策上的水平。2006年，在與南澳前總理邁克·瑞恩（Mike Rann）協商之後，卡內基梅隆大學在阿德萊德建立了一所海因茨學院的分校。2013年6月30日任期結束後，柯漢回到卡內基梅隆的教職隊伍中。
2013年7月1日，美國國家科學基金會理事、麻省理工學院院長蘇布拉·蘇雷什（Subra Suresh）成為卡內基梅隆大學的第九任校長。

## 校园
第一次到第二次世界大戰之間，校園並沒有太大的變化。1938年曾有建議收購沿著福布斯大道的一塊土地作學校開發之用，但計劃並沒有成行。從1952年工業管理研究院的動工，直到1971年韋恩樓（Wean Hall）的落成，卡內基理工學院終於轉變為卡內基梅隆大學。隨著在人工智能、商科、機器人技術和藝術等領域聲譽的提升，大學大力建設新的設施。同時，學生人數亦同時增加，因此學校開始建立各種體育設施及圖書館。原本位於從申利公園旁的校園，今天已擴展至福布斯大道。

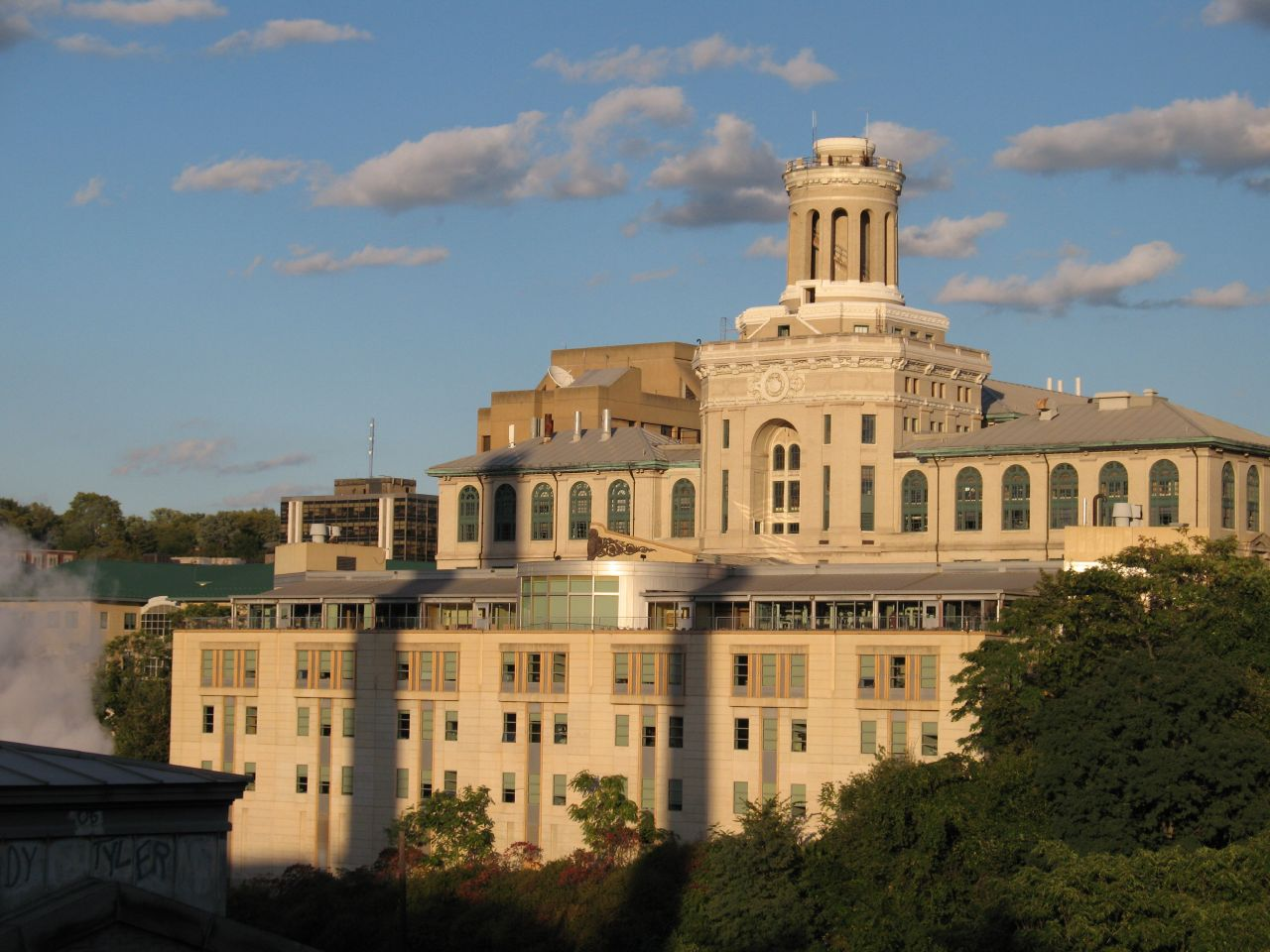
工程學院的兩座教學樓：哈默施拉格樓（Hamerschlag Hall）和羅伯茨樓（Roberts Hall）

這一時期所建成的建築具有國際風格，它摒棄歷史傳統，並強調功能主義。雖然這一風格早在1930年代便已在城市盛行，但由於一段時期內沒有新建設，加上高等院校普遍不願放棄舊有的建築風格，所以國際風格較遲才來到卡內基梅隆校園。
卡內基梅隆大學主校園佔地0.58平方公里，距離匹茲堡市區約5公里。大學西面鄰近匹茲堡大學校園。CMU在奧克蘭（Oakland）和松鼠山（Squirrel Hill）地區內共有81座建築。
1950年代建成的斯基博樓（Skibo Hall）是當時學生生活的中心。大樓具世紀中期現代主義風格，但在數十年後已無法跟上日益進步的電腦及互聯網技術。1994年夏，斯基博樓被拆卸，取而代之的是裝有Wi-Fi設施的新學生生活中心──「大學中心」。2014年，為表彰第八屆校長傑拉德·柯漢，大學中心更名為柯漢大學中心（Cohon University Center）。
位於校園中心的一塊草坪稱為「The Cut」，它是校園的骨幹；與之垂直的，是另一塊稱為「The Mall」的草坪。建造美術學院須夷平一座山丘，挖出的泥土填入一條山溝之中，就形成了今天的The Cut。
校園的西北部是1980年代從美國礦務局買得的，今天建有漢堡樓（Hamburg Hall）、紐維爾·西蒙樓（Newell Simon Hall）、史密斯樓（Smith Hall）及蓋茨·希爾曼大樓（Gates Hillman Complex）。
2006年，一位卡內基梅隆大學理事捐出一座24米高的雕塑，名為「向天空邁進」（Walking to the Sky）。雕塑的選址、校園群體較低的參與度以及其整體美觀程度，都引起了爭議。

### 匹茲堡以外
除了位於匹茲堡的主校園以外，卡內基梅隆大學在中东卡塔爾和非洲卢旺达各有一座分校，該校提供電腦科學、商業管理、生物學、計算生物學及信息系統的本科課程。CMU在矽谷的中心加州山景城還有提供研究生課程的分校園，該校授予軟件工程和軟件管理的碩士文憑。泰珀商學院在紐約曼哈頓市中心有一座衛星校園，海因茨學院在澳洲阿德萊德也有一座校園。海因茨學院、社會與決策科學系及工程與公共政策系在華盛頓設有中心，為加州大學華盛頓中心的一部份，提供文憑課程和與政府事務相關的教育研究計劃。CMU在紐約布魯克林的史丹諾攝影棚開設綜合媒體計劃，並在加州洛杉磯設有卡內基梅隆洛杉磯中心。所有就讀娛樂業管理碩士課程的二年級學生，都須要轉到洛杉磯就讀該中心的課程。卡內基梅隆信息聯網學院在希臘雅典、日本神戶、葡萄牙阿威羅和葡萄牙里斯本都有研究生課程。國際軟件研究學院（ISRI）在葡萄牙科英布拉開設研究生課程。娛樂科技中心在葡萄牙、日本和新加坡都有提供研究生課程。人機交互學院在葡萄牙和馬德拉大學聯合開設了碩士課程。工程學院在卡内基·梅隆大学非洲分校（卢旺达）授予信息科技碩士學位。

### 媒體、娛樂與文化

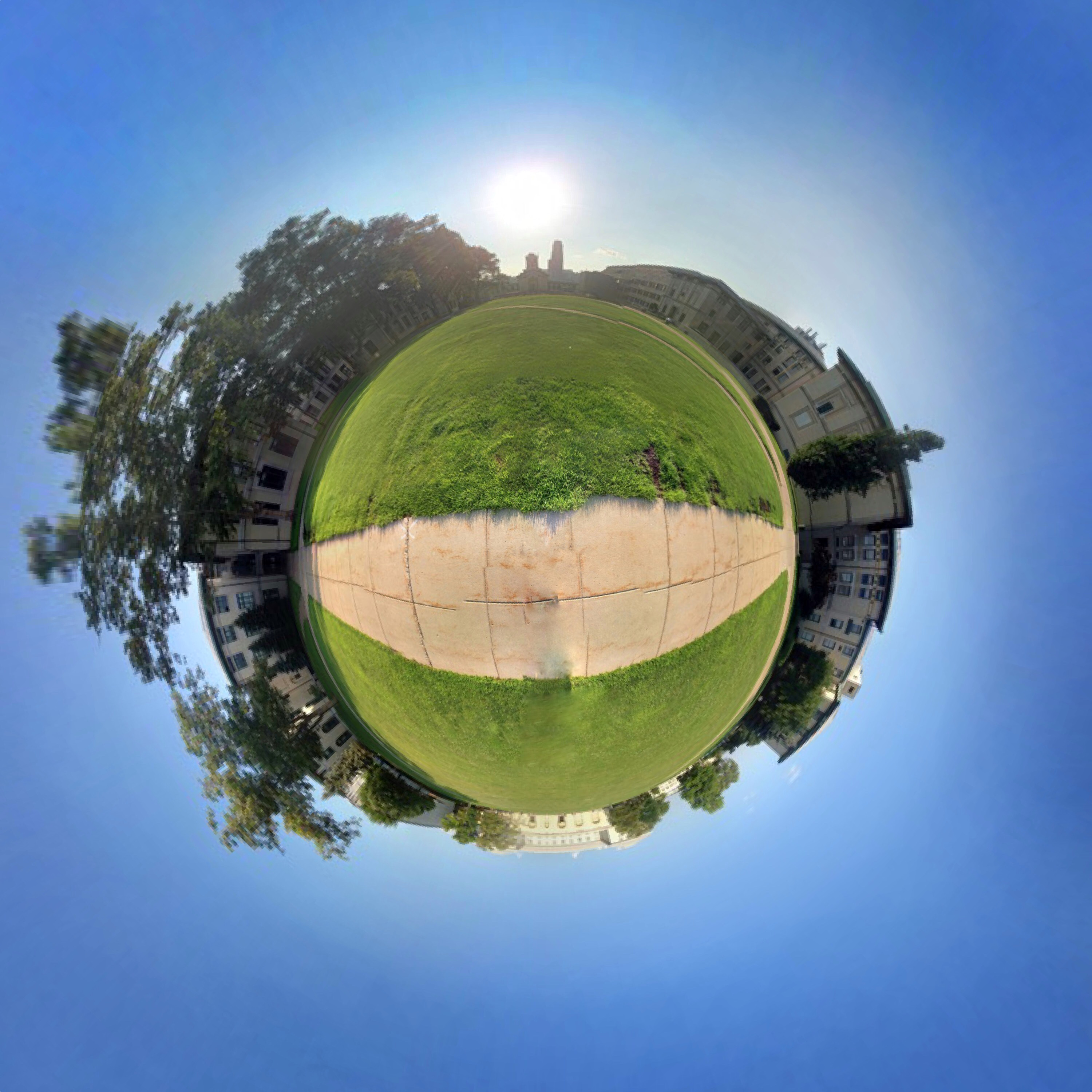
校园风景

CMU的匹茲堡校園是不少電影的拍攝場地。由校友喬治·安德魯·羅梅羅導演的《鬼作秀》（1982年）在瑪格麗特·莫里森·卡內基（Margaret Morrison Carnegie Hall）內以及附近拍攝。2000年電影《完美的男人》中的不少校園鏡頭也是在CMU拍攝的。其他在CMU拍攝的電影包括《天蛾人的預言》、《怒犯天條》、《羅倫佐的油》、《黑暗騎士：黎明昇起》和《閃舞》等。電影《聰明人》、《異魔》以及動漫《夏日大作戰》中都有大量提及CMU。《阿森一族》、《單身毒媽》等電視劇和《地心浩劫》、《末日救未來》等科幻電影也有提及CMU。
斯蒂芬·施瓦茨在CMU的學生劇團Scotch'n'Soda時，創造了音樂劇《Pippin》的早期概念。施瓦茨當時又和戲劇學生約翰-邁克爾·特貝拉克（John-Michael Tebelak）合作，在勞倫斯·卡拉（Lawrence Carra）的指導下，把碩士論文項目《Godspell》發展成一齣音樂劇。
1969年畢業班的演藝專業學生邁克爾·麥基恩（Michael McKean）和大衛·蘭德爾（David Lander）在就讀CMU時創造了「萊尼和斯奎基」（Lenny & Squiggy）的兩位角色。兩人用這兩個角色，表演了多場現場喜劇，後又加入電視劇《拉維恩和雪莉》（Laverne and Shirley）劇組。
2007年9月，CMU電腦科學教授蘭迪·保施得知自己胰腺癌擴散以後，給了一場名為《實現童年夢想》的演講。根據這場演講所寫成的《最後的演講》迅即升至美國的各個暢銷書排行榜上，《時代週刊》也把他譽為時代百大人物之一。他於2008年7月逝世。该书随后作为校园文化的一部分，也成为了新生必读的书目之一。
2003年，卡內基梅隆大學與卡內基科學中心合作設立了「機器人名人堂」。
2014年的第68屆托尼獎宣佈會和卡內基梅隆大學聯合頒發「托尼戲劇教育卓越獎」，以肯定幼兒園至高中（12年級）戲劇教育者的貢獻。

## 學院與部門

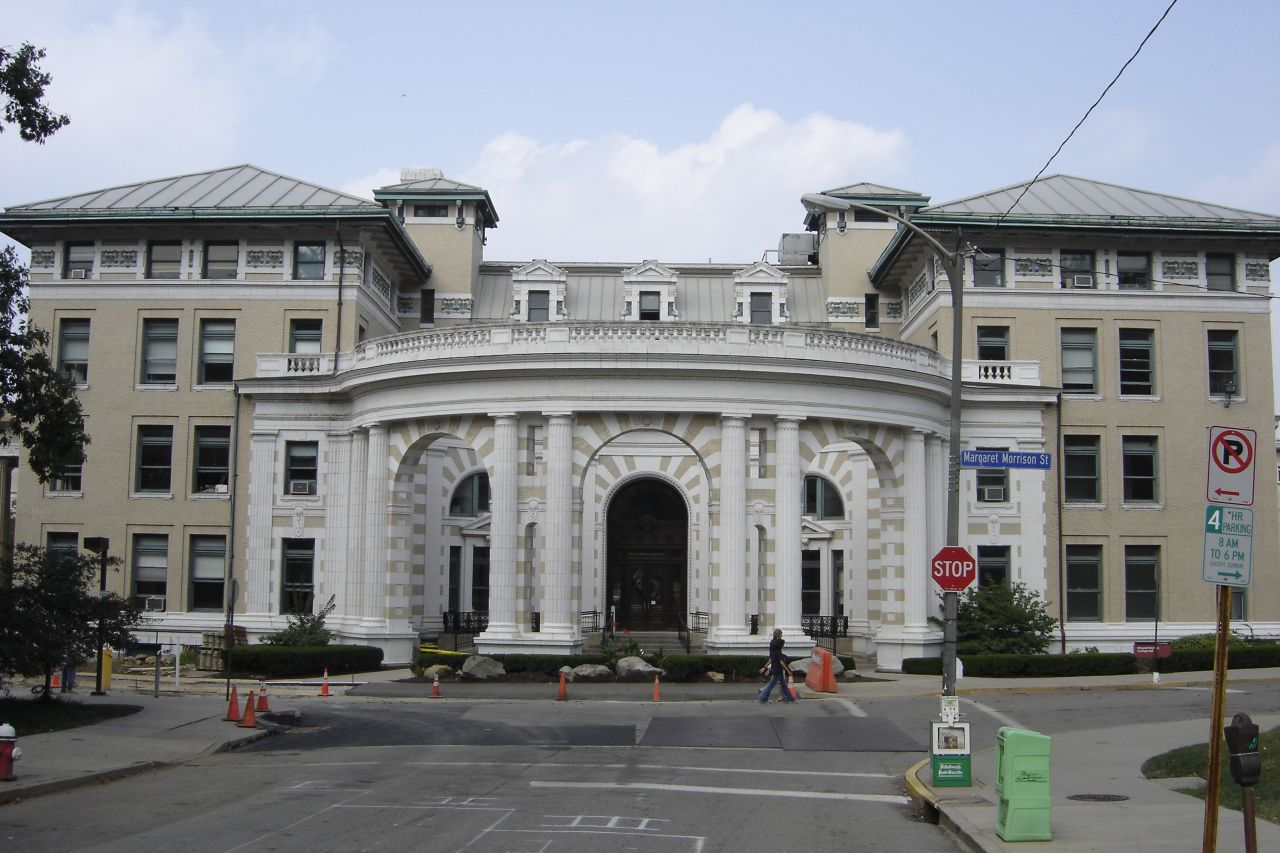
建築學院的所在地瑪格麗特·莫里森·卡內基樓

- 卡內基工學院共有七個學系：生物醫學工程、化學工程、土木與環境工程、電子與電腦工程、工程與公共政策、機械工程及材料科學與工程。它還有兩所研究學院：信息聯網學院和複合工程系統學院。
- 美術學院是美國歷史最悠久的美術學院之一，今天則是一所聯合學院。它提供視覺藝術和表演藝術的專業培訓課程，包括建築、藝術、設計、戲劇和音樂等學系。美術學院和大學的其他學院合作開設研究項目、跨學科中心和教育項目。
- H·約翰·海因茨學院授予公共政策與管理、醫療保健政策與管理、生物技術與管理、醫療管理、公共管理、藝術管理、娛樂業管理、信息系統與管理、信息科技以及信息安全政策與管理的碩士學位。它還開設多個博士課程和行政教育課程。学院于19年成立本科信息系统项目。
- 迪特里希人文及社會科學學院的學系包括：英文、歷史、現代語言、哲學、心理學、社會與決策科學及統計學。
- 梅隆理學院共有四個學系：生物科學、化學、數學科學及物理學。同時，學院正擴展綠色化學、生物信息學、計算生物學、納米科技、計算金融學、宇宙學、傳感器研究及生物物理學方面的課程。

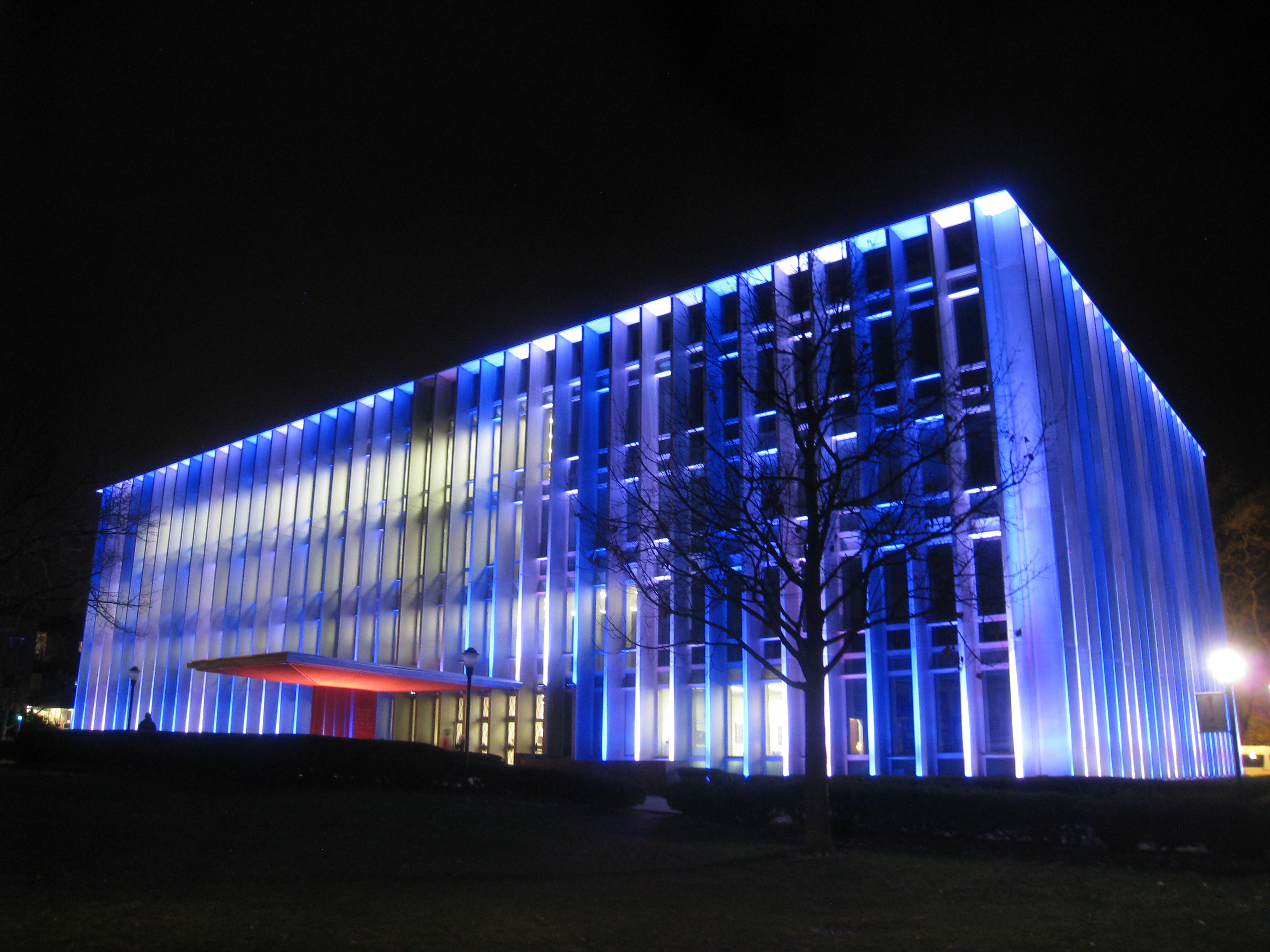
亨特圖書館（Hunt Library）是CMU匹茲堡校園的最大圖書館。

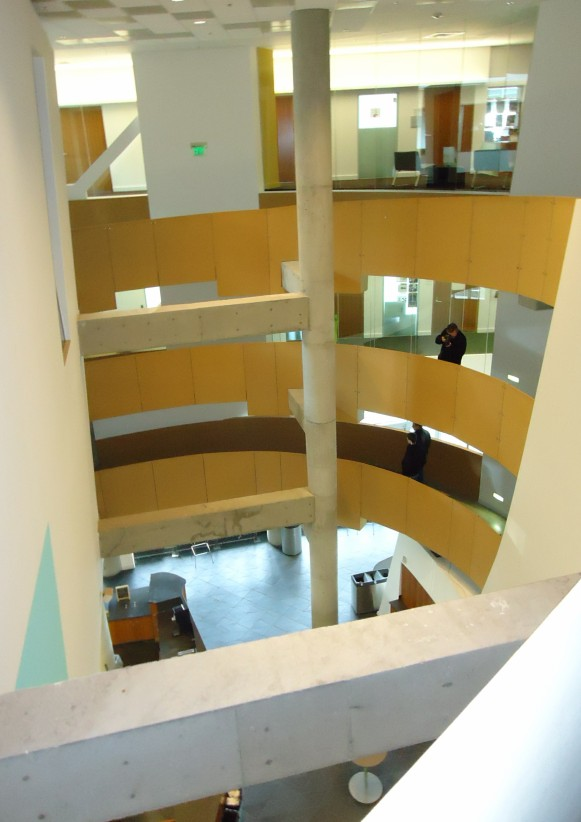
蓋茨中心（Gates Center）是為電腦科學系而建的新大樓。

- 電腦科學學院：CMU的電腦科學學院是在國際上頂尖的電腦科學學院。[19]
- 泰珀商學院開設商業管理和經濟學本科課程，以及工商管理碩士（MBA）。它還與迪特里希人文及社會科學學院、梅隆科學學院、海因茨學院及電腦科學學院聯合開辦計算金融學碩士學位（MSCF），並開設博士學位和行政教育課程。

## 大學部

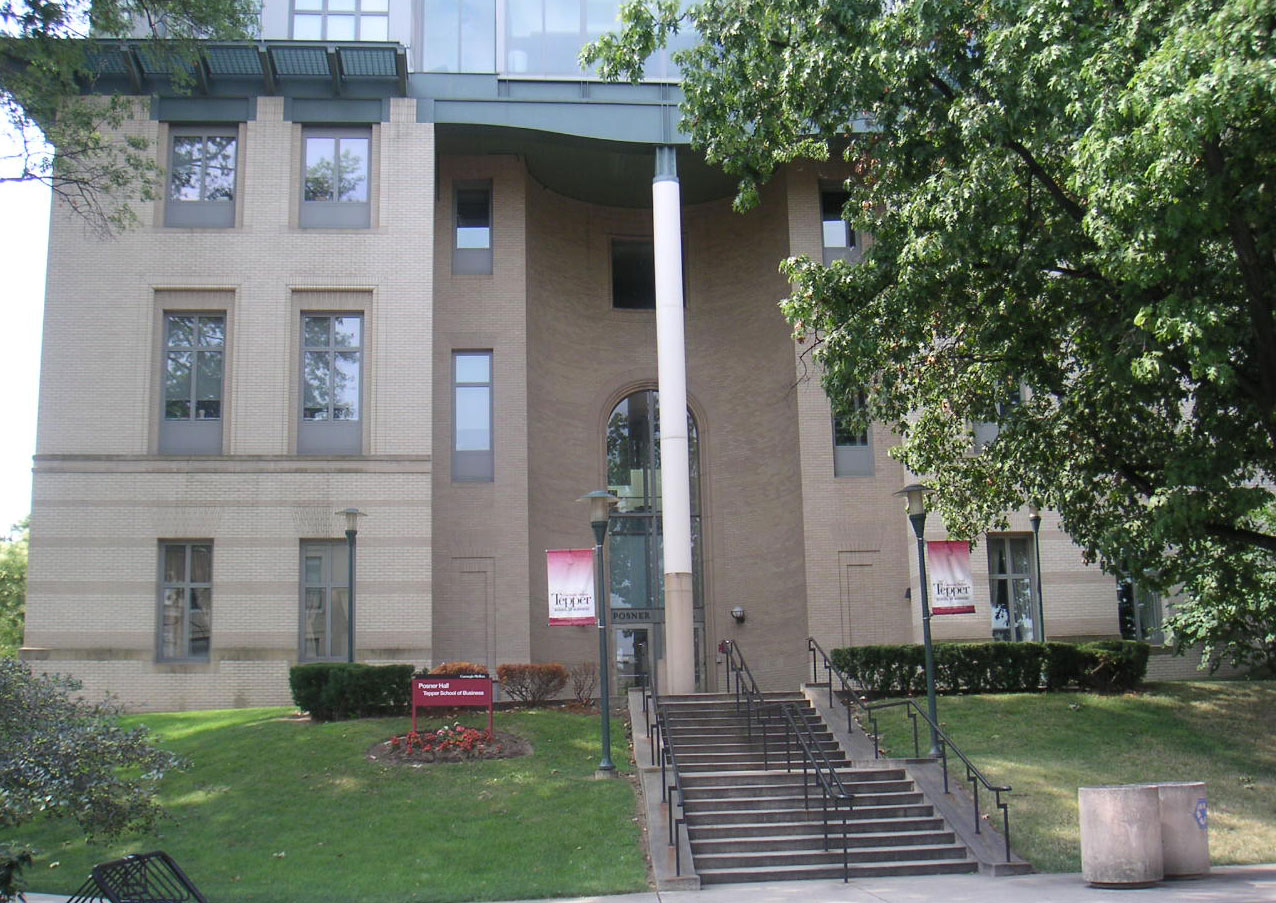
泰珀商學院的所在地波斯納樓

2013至2014年度，CMU匹茲堡校園的報考人數為33,008，其中5,864人（18%）被錄取。最終共有1,415位學生（24%）入讀2017年畢業班。
2013年，競爭最大的學院為電腦科學學院，只有6.8%的考生被錄取。入讀2017年畢業班人數最多的是卡內基理工學院（400人），接著是迪特里希人文及社會科學學院（265人），再是美術學院（260人）。入讀人數最少的是泰珀商學院，2017年畢業班只有80名學生。大學有來自全美國共50個州加華盛頓特區的學生，而15.6%的學生是美國以外國家的公民，共代表40多個國家。2009年入讀的一年級學生中，有96.3%第二年仍回校就讀；2010年畢業班中，有72.7%的學生在四年內畢業。本科學費為$46,670，住宿費為$11,990。62%的本科生在科學、技術、工程和數學課程（所謂的STEM學科）畢業，這一數字在全美國研究型大學中排第13位。

## 研究

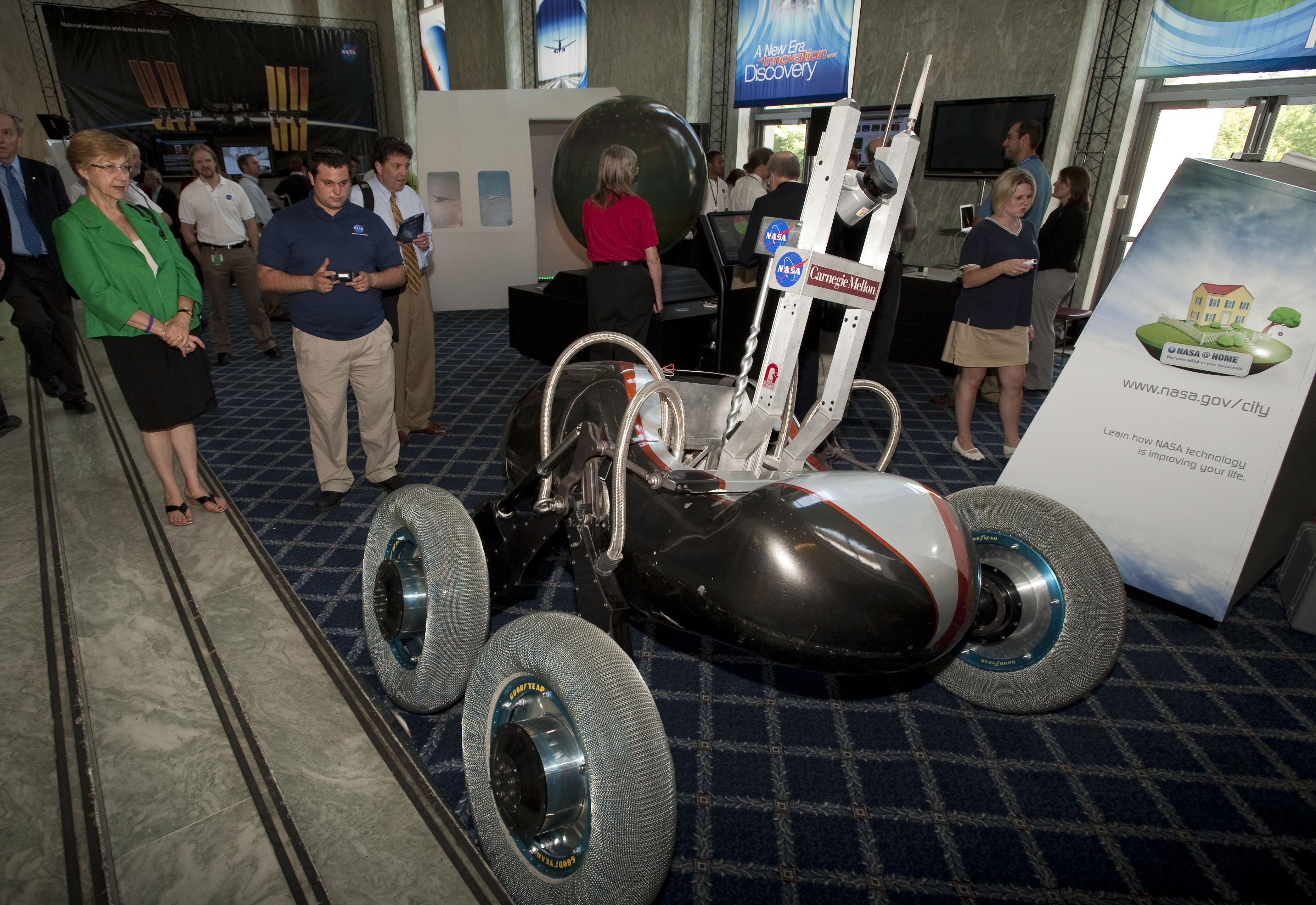
由機器人學院研發的金龜子號月球車

2006年財政年度，CMU在研究上共支出3.15億美元。獲得最多經費的學院有：電腦科學學院（1.003億美元）、軟件工程學院（7170萬美元）、卡內基理工學院（4850萬美元）及梅隆科學學院（4770萬美元）。研究經費主要來自美國聯邦政府，其中2.776億美元來自聯邦政府的投資。投資最大的聯邦政府機構包括國家科學基金會和國防部，它們的貢獻分別佔大學研究預算的26%和23.4%。
早在1987年，聯邦預算中給予CMU的資金就已排在所有研究教育機構的第三位（共4150萬美元）。在獲取國防部資金上，只有麻省理工學院和約翰·霍普金斯大學超越卡內基梅隆大學。
匹茲堡超級計算中心（PSC）是卡內基梅隆大學、匹茲堡大學和西屋公司的一個合作項目。1986年，匹茲堡大學的拉爾夫·洛斯基斯（Ralph Roskies）和卡內基梅隆大學的邁克爾·萊文（Michael Levine）成立了PSC。PSC是國家科學基金會網絡基建計劃TeraGrid的主要合作機構之一。
機器人學院（RI）是電腦科學學院屬下的一個部門，它被認為是世界領先的機器人研究中心之一。野外機器人中心（FRC）曾研發過多個重要的機器人，包括在DARPA大挑戰無人駕駛車輛大賽中獲得第二名的Sandstorm、第三名的H1ghlander以及在DARPA市區大挑戰中獲得第一名的Boss。機器人學院主要位於CMU主校園中的紐維爾·西蒙樓。
軟件工程學院（SEI）是由美國國防部資助的研究與開發中心。它在匹茲堡、維吉尼亞州阿靈頓縣以及德國漢堡都設有辦公室。SEI出版有關軟件工程的書籍，為工業、政府及軍方所用，並以研發能力成熟度模型（CMM）和能力成熟度模型整合（CMMI）而著稱。SEI也是網絡應急協調中心（CERT/CC）的所在地，該中心的主要任務是，抵禦針對聯網系統的攻擊，並在攻擊一旦發生後實施應急措施。
人機交互學院（HCII）屬於電腦科學學院。它被認為是人機交互方面研究最領先的機構之一，其研究綜合電腦科學、設計、社會科學和學習科學等範疇。這種跨學科的合作項目，表現了整個大學的研究風格。
語言技術學院（LTI）是電腦科學學院屬下的另一座研究學院，以語言技術方面的研究著稱。主要研究範圍包括：機器翻譯、語音識別、語音合成、信息檢索、語法分析和信息抽取。學院的前身為1986年成立的機械翻譯中心。1996年起，學院開始授予研究生學位，名稱也隨之改為語言技術學院。
卡內基學校是1950年代至1960年代間從泰珀商學院發展出來的管理和經濟學學院。它強調行為論和管理學之間的交互關係。卡內基學校的學者發展了不少的管理理論，其中最著名的包括有限理性理論和企業行為理論。
卡內基梅隆大學著力吸引企業在匹茲堡校園設立研究實驗室、辦公室和合作關係。在校園或其附近有蘋果公司、英特爾、Google、微軟、迪士尼、IBM、通用汽車、龐巴迪、雅虎及蘭德等的辦公室。CMU和英特爾合作，開創了電子粘土方面的研究。

## 校友與教員

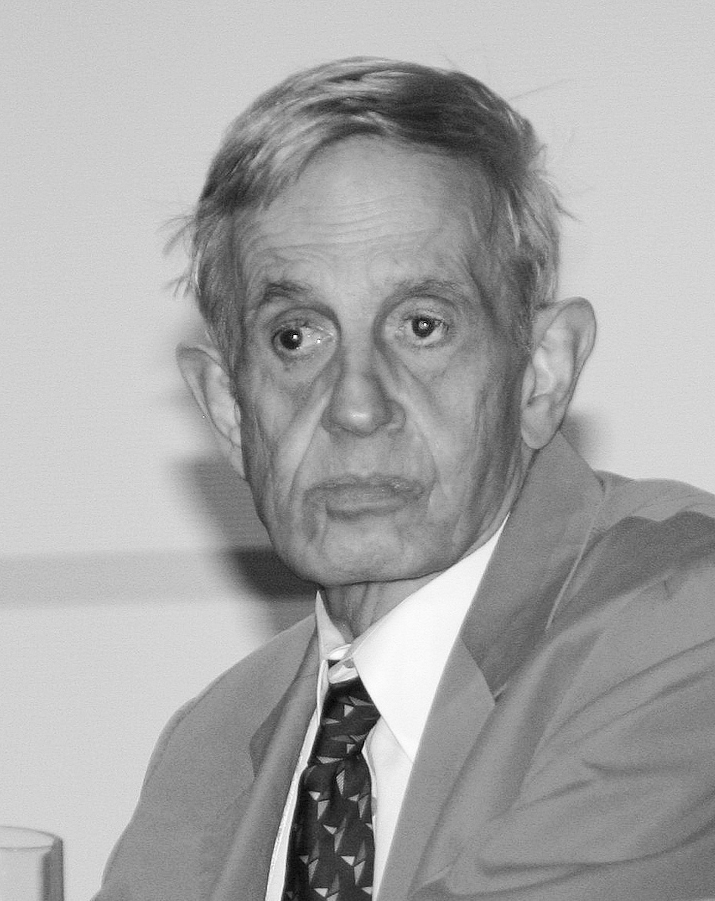
《有你終身美麗》的主角人物約翰·福布斯·納什

在世的卡內基梅隆大學校友超過92,000人。著名校友包括：凱夫勒的發明者斯蒂芬妮·克沃勒克、Java語言的發明者詹姆斯·高斯林、太陽電腦公司的創辦人之一安迪·貝托爾斯海姆、流行藝術家安迪·華荷、美國國防部長查理·厄文·威爾遜、登山家和作家艾倫·洛斯頓、阿波羅14號太空人艾德加·米切爾、挑戰者號穿梭機災難中喪生的太空人朱迪斯·蕾斯尼克等等。
1948年從CMU畢業並於1994年獲得諾貝爾經濟學獎的數學家約翰·福布斯·納什，是小說及電影《有你終身美麗》的主角。1943年從CMU畢業的艾倫·佩利是最早研究程式語言的學者之一，他為此獲得了第一屆圖靈獎。曾經震驚台灣的陳文成事件主角陳文成也是本校統計系助理教授。

## 學生生活
卡內基梅隆大學擁有超過225個學生組織，為學生提供社交、服務、傳媒、學術、精神、宗教、政治、文化及領導方面的機會。CMU校園有多個藝術館，例如針對學生創作的The Frame（畫框）和展覽當代藝術家作品的米勒畫廊（Regina Gouger Miller Gallery）。卡內基梅隆音樂學院、卡內基梅隆戲劇學院以及學生戲劇組織「Scotch'n'Soda」都為校園提供藝術表演活動。由於安德魯·卡內基和安德魯·梅隆出身的緣故，大學承繼了濃厚的蘇格蘭文化傳統。這些象徵在吉祥物蘇格蘭梗犬斯格蒂（Scotty）、學生報紙《格子呢》（The Tartan）、斯基博體育館、紀念冊《薊花》（The Thistle）和每年秋季的Céilidh返校節中都有充分的表現。

### 傳統

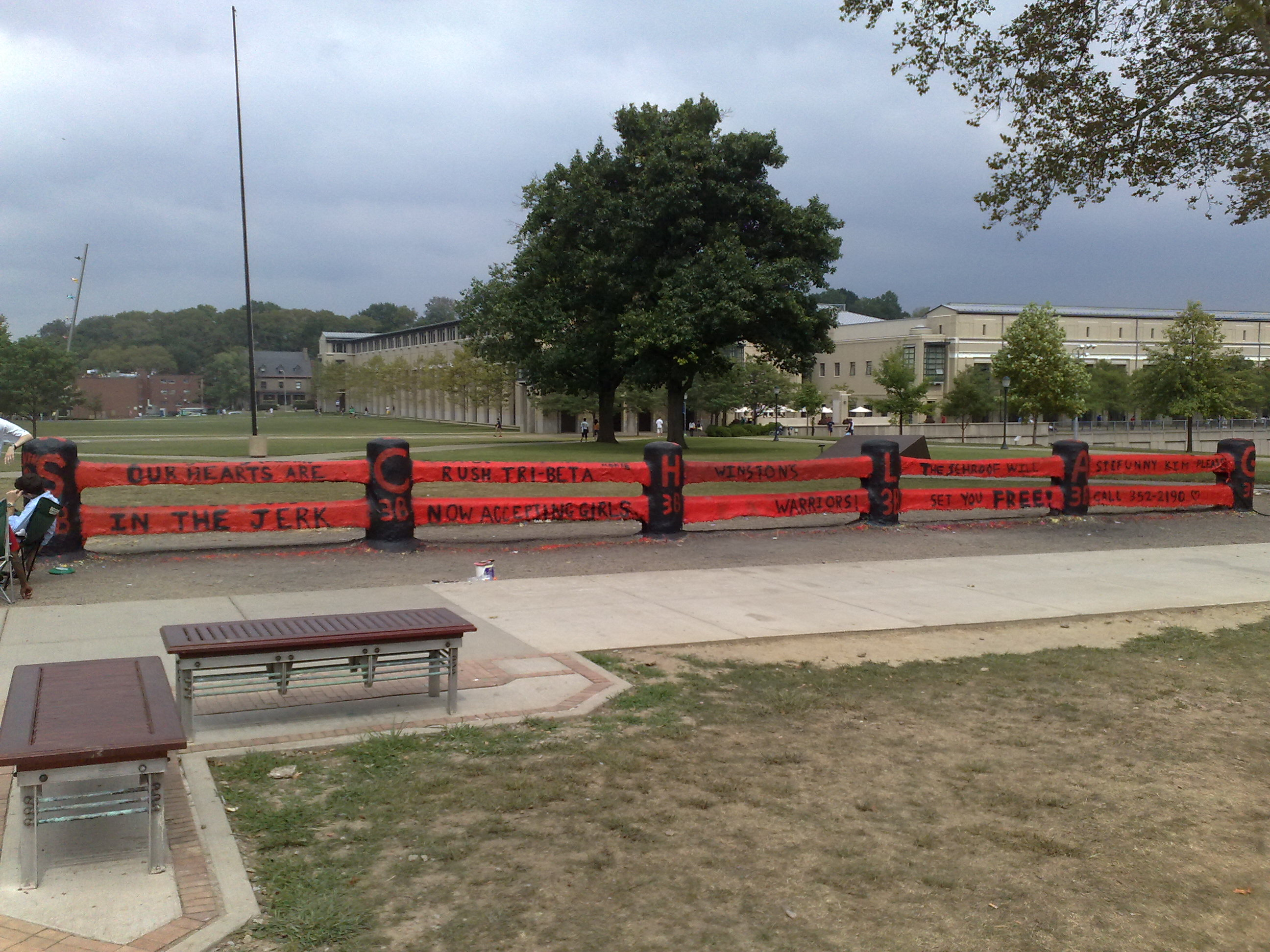
柵欄（The Fence）

- 柵欄（The Fence）：在卡內基理工學院的早期，只有一條橋連接瑪格麗特·莫里森女子學院和卡內基理工學院。這曾是學生們見面的地點。1916年大學把這座橋拆卸之後，在此處換上了一排木欄，作為同學們新的會面之處。然而，這並未得到學生們的歡迎。在校方即將拆除木欄的當晚，一個兄弟會行了一場惡作劇：他們為木欄塗上了一層油漆，以宣傳兄弟會的一場派對。從此，為柵欄塗漆就成了卡內基梅隆大學的一項傳統。[33]柵欄位於校園中心稱為「The Cut」的一片草坪上。要為柵欄塗漆，學生必須24小時守護柵欄。只要有兩人鎮守柵欄，其他人就不能把柵欄「奪走」。守著柵欄的同學就可以在當晚的零點至清晨六點之間塗漆，但只能用刷子，而不能用噴漆或者油漆滾筒，否則就會當做破壞而被罰款。原先的油漆不可剝下，因此油漆會層層疊加。最早的木欄在累積了超過一英尺的油漆之後，終於在1990年代不堪重量而塌下。校方迅速換上了相同的水泥柵欄。這一柵欄在健力士世界紀錄上是「世界上被塗漆次數最多的物件」。
- 春季嘉年華：每年最大型的全校性活動，一般在四月舉行。除了傳統的嘉年華遊戲以外，春季嘉年華期間還有手推車比賽和攤位建造比賽。在攤位建造比賽中，各個學生團體根據每年設定的一個主題，設計、建造並裝飾小屋子，供人參觀。

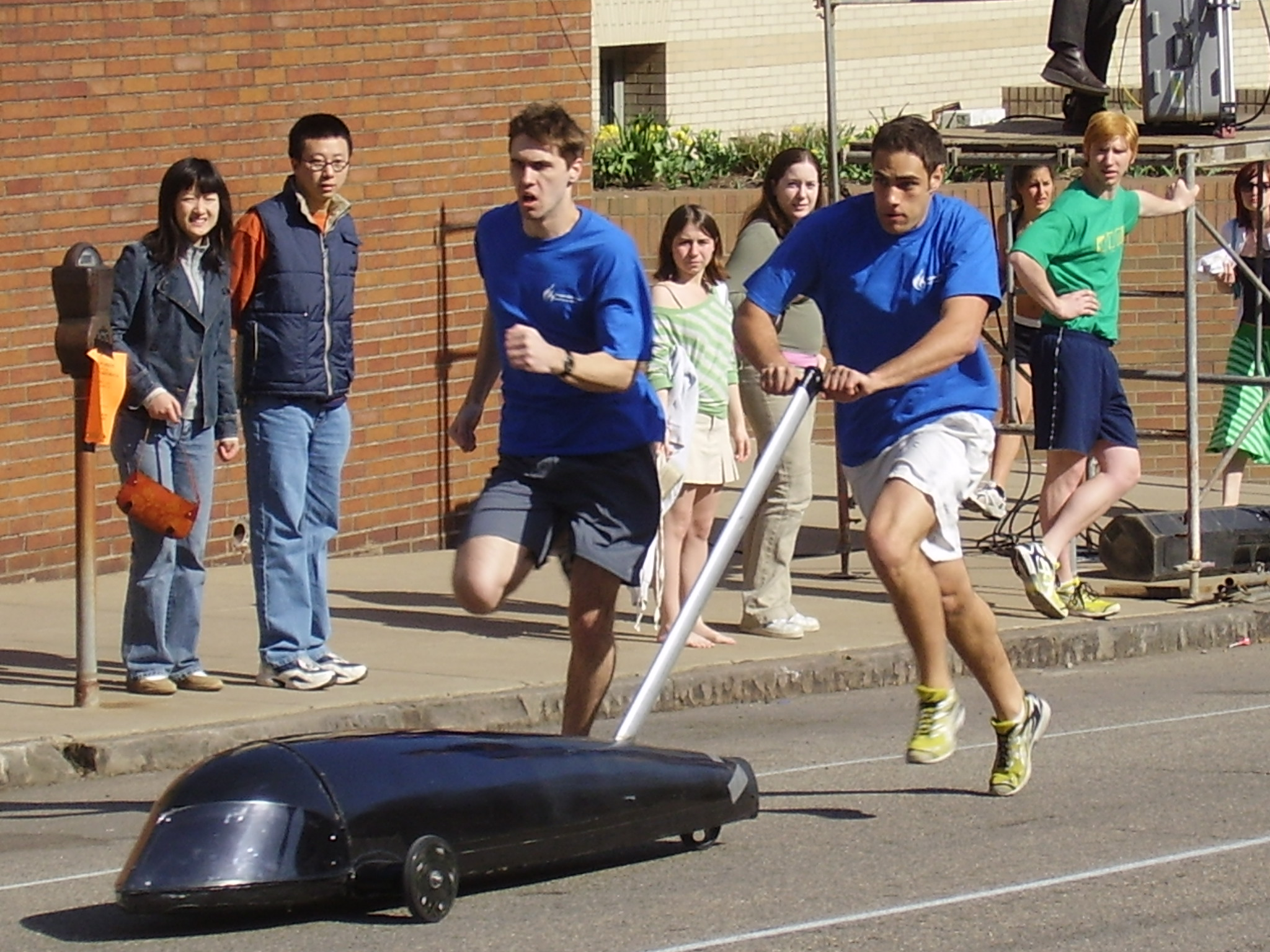
在手推車比賽中的第一山坡上，Kappa Delta Rho（ΚΔΡ）兄弟會成員接力推進手推車。

- 手推車比賽（Buggy Races）：比賽在臨近校園的申利公園舉行，其中五位參賽者接力推進一個魚雷形的手推車。手推車先推上坡，再自由溜下坡。手推車不可有任何輔助推進工具，包括飛輪等儲存能量的機制。車的方向由趴在車中的駕駛員伸出前臂來控制。由於空間狹小，駕駛員一般是體型較小的女學生，而且除了轉動頭部以外，她也無法調整身體的姿勢。

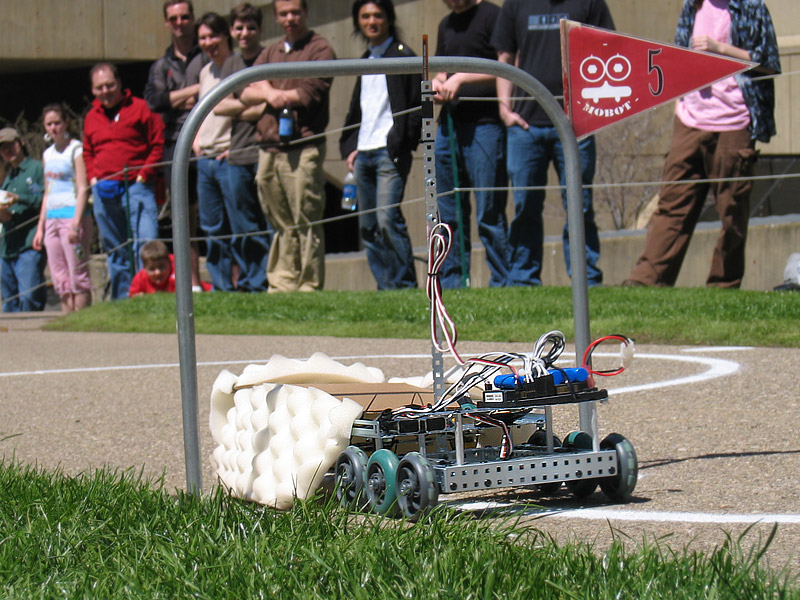
每年一度的移動機器人比賽

- 移動機器人（Mobot）：1994年起，CMU每年都會舉辦移動機器人比賽。機器人須自主通過多個閘門，最終達到終點。閘門之間由地上的白線連接起來，機器人一般會沿著線找到閘門，但比賽規則並不嚴格要求這一點。
- 風笛手：卡內基梅隆大學是少數提供風笛音樂學士學位的大學之一，且是唯一一所授予碩士學位的大學。大學的風笛和鼓樂隊（Pipes and Drums）在各大校園活動中都會演奏蘇格蘭風笛樂曲。樂隊總監是北愛爾蘭的風笛手安德魯·卡萊爾（Andrew Carlisle），他是曾九次獲得世界風笛樂隊比賽冠軍的蒙哥馬利元帥樂隊的成員。風笛和鼓樂隊積極參加美國東部蘇格蘭運動會中的第三級風笛樂隊比賽。
- 蘇格蘭裙樂隊（Kiltie Band）：樂隊在每場主場美式足球比賽中，都會穿著全副蘇格蘭傳統服飾，包括蘇格蘭裙和及膝的長襪，在球場上進行表演。
- 在綠室簽名：美術學院的畢業生在離開大學之前，都會在綠室（即演員休息室）的牆壁和天花板上簽字。據說，曾贏得奧斯卡獎的演員荷莉·亨特在她大學一年級時，便在綠室簽了名，違反了大學的傳統。1998年珀內爾中心建造起來後，老的綠室不再屬於戲劇學院，因此這一傳統也隨之結束了。

### 住宿
卡內基梅隆大學為學生提供單一性別、男女混合的宿舍以及特殊住房。可選住房類型小至單人宿舍房間，大至住宅。校園內共有20幢宿舍樓，另有5幢位於校園外的奧克蘭（Oakland）地區。大部份新生都被安排居住在專門的一年級學生宿舍，而高年級學生則可以自行選擇是否住在學校宿舍。

### 兄弟會與姊妹會
卡內基梅隆大學的希臘社團傳統從1912年的首個兄弟會Theta Xi（ΘΞ）成立時開始。Chi Omega（ΧΩ）、Delta Delta Delta（ΔΔΔ）、Delta Gamma（ΔΓ）、Kappa Alpha Theta（ΚΑΘ）和Kappa Kappa Gamma（ΚΚΓ）於1945年組成了大希臘（Panhellenic）姊妹會聯盟。CMU的Chi Omega分會成為了獨立的姊妹會Zeta Psi Sigma（ΖΨΣ），後又演變為Alpha Chi Omega（ΑΧΩ）。大學有亞裔美國人姊妹會alpha Kappa Delta Phi（ΑΚΔΦ）、亞裔美國人兄弟會Lambda Phi Epsilon（ΛΦΕ）和猶太兄弟會Alpha Epsilon Pi（ΑΕΠ）。
目前CMu共有11個活躍的兄弟會：Alpha Epsilon Pi（ΑΕΠ）、Delta Tau Delta（ΔΤΔ）、Kappa Sigma（ΚΣ）、Pi Kappa Alpha（ΠΚΑ）、Sigma Alpha Epsilon（ΣΑΕ）、Sigma Chi（ΣΧ）、Sigma Nu（ΣΝ）、Sigma Phi Epsilon（ΣΦΕ）、Sigma Tau Gamma（ΣΤΓ）、Delta Upsilon（ΔΥ）、Phi Delta Theta（ΦΔΘ）和Lambda Phi Epsilon（ΛΦΕ）。
除了參加各種校園活動（如手推車比賽和攤位建造比賽等）以外，這些兄弟會、姊妹會每年都會舉辦一場名為Greek Sing的大型籌款活動，這是每年最大的希臘社團活動之一。社團每年都會投票選出一個慈善項目，並以義賣、廣告贊助、企業贊助和捐款等多種方式為該項目籌得款項。同時，每個社團都會做一場13分鐘長的表演。

## 排名
2024年度，卡内基梅隆大学在《泰晤士高等教育世界大學排名》上名列24位，在《QS世界大學排名》上名列51位。
在全國範圍內，《美國新聞與世界報導》將CMU並列於2018年美國研究型大學中第25位。CMU在該雜誌上的排名還有：在研究生課程中，计算机科學第1名，工程並列第5名，艺术学第6名，公共事務第14名，統計學第8名，經濟學第20名，商学第19名，以及心理學第17名。
根据2017年USNews的排名，在卡内基梅隆大学的商科本科課程中，信息管理和信息系統排名全美第2名，生產經營與定量分析第2名，供應鏈管理第8名，商科整體則並列第6名；在工程学本科課程中，電腦工程第5名，環境工程第9名，機械、電氣及土木工程第11名，而工科整體則並列第8名。
《新聞週刊》把CMU稱為「新常青藤」大學之一。2010年，在《華爾街日報》根據招聘者彙編的大學排名上，CMU的電腦科學系排第1，金融系排第4，經濟學系排第7，大學整體排第10，而工程系則排第21。CMU是美國大學協會的62所成員大學之一。《彭博商業周刊》根據投資回報為大學進行排名，其中CMU排在全國第17名。CMU在「工資潛力最高的工程大學」中排在全國第10位。《彭博商業周刊》的2011年商科本科課程排名中，泰珀商學院的起步薪酬排在第3位，學術質量排第4位。CMU在《財智月刊》的「最有價值大學」排名中，排在私立大學的第4名，全國所有大學的第23名。卡內基梅隆大學是世界經濟論壇全球大學校長論壇的成員之一，成員院校在全世界有26所，在全美國只有12所。2014年，《荷里活報導》在全球戲劇學院排名中把CMU排在第3位。

## 交通
匹兹堡地形崎岖，市区又被河流分割，交通拥堵停车困难，适合步行和公共交通，不适合开车。匹兹堡公交车和匹兹堡轻轨由Port Authority运营，巴士及校車路網非常發達，从CMU校园坐公交到匹兹堡市中心（28X，61路的ABCD各支线，67路，71路BD支线)仅需15-20分钟。另外，卡内基梅隆大学學生憑學生證可以免費搭乘公車，轻轨，纜車等交通運輸工具。若有搭/接機需求，也有行經公交专用道路的机场巴士（28X Airport Flyer）直達匹兹堡國際機場，往返机场和CMU校园约50分钟。关于匹兹堡公共交通的班次时刻和线路地图，请查询Port Authority官网 （页面存档备份，存于）。

## 體育
卡內基梅隆Tartans是大學運動聯盟全美大學體育協會（NCAA）第三級別的創始成員之一。在第二次世界大戰之前，卡內基梅隆（當時為卡內基理工學院）在NCAA第一級別比賽。Tartan美式足球隊於1939年獲得參加糖盃（Sugar Bowl）NCAA全國錦標賽的機會。同年，大學校長羅伯特·多爾蒂（Robert Doherty）禁止美式足球隊參加賽季後的盃賽。1936年，步槍隊贏得了全國大學校際錦標賽冠軍。目前有參加校際比賽的體育項目有：籃球、田徑、長跑、美式足球、高爾夫球、足球、游泳與跳水、排球、網球和啦啦隊。除此之外的體育隊還有終極飛盤、賽艇、橄欖球、曲棍球、冰球、棒球、壘球、高山滑雪、水球和自行車等。CMU體育部門管理等各項體育設施，並為學生提供健身和體育課程。CMU的主要對手包括同為大學運動聯盟成員的凱斯西儲大學和聖路易斯華盛頓大學。

## 外部連結
- Carnegie Mellon University
- Carnegie Mellon Athletics websiteArchive-It的存檔，存档日期2012-10-02

40°26′36″N 79°56′37″W / 40.443322°N 79.943583°W